# Wollemann Mária
Wollemann Mária (Budapest, 1923. július 6. – 2019. október 5.) magyar orvos, biokémikus; az orvostudományok kandidátusa (1956), az orvostudományok doktora (1968).

## Életútja
1941–1945 között a szegedi Horthy Miklós Tudományegyetem Orvostudományi Karának hallgatója, Szent-Györgyi Albert tanítványa volt. Tanulmányait Budapesten fejezte be 1946–47-ben a Pázmány Péter Tudományegyetem Orvostudományi Karán. 1947. január 25-én summa cum laude minősítéssel avatták orvosdoktorrá.
1946 és 1950 között a SZOTE, majd a BOTE gyógyszertani, anatómiai, orvosvegytani intézeteiben, 1950 és 1954 között az MTA Biokémiai Intézetében, 1954 és 1970 között az Országos Idegsebészeti Intézetében dolgozott munkatársként. 1971-től az MTA Szegedi Biológiai Kutatóközpont munkatársa, 1978 és 1983 között az intézet igazgatója volt. 1985-től tudományos tanácsadóként dolgozott. Berlinben, New Yorkban és Párizsban is tevékenykedett kutatóként. Kutatási területei az opiátreceptorok, a kábítószerek biológiai hatásmechanizmusa, a hozzászokás és a függőség magyarázata, az agytumor biokémiája volt.

## Díjai, elismerései
- Akadémiai Díj (1977, megosztva)
- Munka Érdemrend arany fokozata (1983)
- A Magyar Köztársasági Érdemrend tisztikeresztje (1994)
- A Magyar Köztársasági Érdemrend középkeresztje (2003)
- Szeged díszpolgára (2019)

## Művei
- Kóros liquorok acetylcholinesterase eredetéről. Huszák Istvánnal. (Orvosi Hetilap, 1948, 32.)
- Az acetilkolin keletkezése és szerepe a központi idegrendszerben. Kandidátusi értekezés. 1956
- Adatok a phenothiazinok összehasonlító physiologiájához. Katona Ferenccel. (Magyar Belorvosi Archívum, 1965, 2.)
- Biochemistry of brain tumours. Akadémiai Kiadó, Budapest, 1974.
- Az interneuronális áttevődés kémiája. (Az MTA Biológiai Tudományok Osztályának Közleményei, 1975)
- A biogén aminok receptorai. (Az MTA Biológiai Tudományok Osztályának Közleményei, 1979)
- A kábítószerek molekuláris biológiai hatásmechanizmusa. (Magyar Tudomány, 2005, 4.)